# The Pet Rock
Pet Rock a fost o jucărie de colecție creată în 1975 de directorul de publicitate Gary Dahl. Erau pietre ambalate în cutii de carton personalizate dotate cu orificii de ventilație și așternut de paie care imita o cutie pentru transportul animalelor de companie. Trendul a durat aproximativ șase luni, terminându-se după o scurtă creștere a vânzărilor în timpul sezonului de Crăciun din decembrie 1975. Deși prin februarie 1976 prețurile au fost reduse din cauza vânzărilor mai mici, Dahl a vândut peste un milion de Pet Rocks pentru 4 dolari fiecare și a devenit milionar.  